# Melomys fraterculus
Melomys fraterculus  (Thomas, 1920) è un roditore della famiglia dei Muridi endemico dell'isola di Seram.

## Descrizione

### Dimensioni
Roditore di piccole dimensioni, con la lunghezza della testa e del corpo di 115 mm, la lunghezza della coda tra 153 e 155 mm, la lunghezza del piede di 26 mm e la lunghezza delle orecchie tra 17 e 18 mm.

### Aspetto
Il colore del dorso è bruno-rossiccio chiaro, mentre le parti ventrali sono grigie. La coda è più lunga della testa e del corpo, è uniformemente bianca con delle chiazze brune e ricoperta di fitta peluria.

## Biologia

### Comportamento
È una specie arboricola.

## Distribuzione e habitat
Questa specie è endemica del Monte Manusela, sull'isola di Seram, Isole Molucche centrali.
Vive nelle foreste muschiose montane a circa 1.830 metri di altitudine su terreni calcarei.

## Conservazione
La IUCN Red List, considerato l'areale ridotto ad una singola località e il continuo degrado nella qualità del proprio habitat, classifica M.fraterculus come specie in grave pericolo (CR).